# Leja Szyfman
Leja Szyfman (ur. 1922 w Warszawie, zm. 27 kwietnia 1943 tamże) – żydowska działaczka ruchu oporu w getcie warszawskim, uczestniczka powstania w getcie warszawskim.
Podczas powstania walczyła w grupie bojowej Lejba Gruzalca w getcie centralnym. Zginęła 27 kwietnia 1943 roku w czasie ataku na bunkier przy ulicy Miłej 29.